# Stangengreifer
Ein Stangengreifer ist ein Hilfsmittel, um Material (Rohr oder Vollmaterial, rund) auf einer CNC-Drehmaschine automatisch nachzuziehen. Das bearbeitete Teil wird abgestochen und neues Material muss nun nachgezogen werden.

## Funktion
Stangengreifer werden in CNC-Drehmaschinen dazu eingesetzt, Stangenmaterial automatisch aus dem Spannfutter nachzuziehen. Sie dienen in diesem Fall als Ersatz für einen Stangenlader an einer NC/CNC-Drehmaschine.
Der Stangengreifer wird direkt in den Revolver der Drehmaschine oder in einen Bohrstangenhalter eingebaut. Nach Ausführung gibt es zwei unterschiedliche Varianten:
Start in X-Achse (vom Radius beginnend) oder Start in Z-Achse (Richtung Spindel).
Stangenlademagazin und Werkstückanschlag werden bei Einsatz eines Stangengreifers nicht benötigt.

## Material
Das Gehäuse kann aus Aluminium oder Stahl hergestellt werden, die Aufsatzbacken sind aus Einsatzstahl, gehärtet (Stahl) und brüniert.

## Geschichte
Die Geschichte des Stangengreifers beginnt mit der Einführung der NC/CNC–Drehmaschinen ca. 1980. Zu dieser Zeit gab es die Umstellung der Drehmaschinen, um auch kleine oder mittlere Stückzahlen günstig und wirtschaftlich herstellen zu können.
Aufgabe des Stangengreifers ist, Stangenmaterial in der Drehmaschine nachzuziehen, ohne dass Personen oder Arbeiter an den Maschinen jedes Mal diese Arbeit verrichten müssen. Mit Einführung der computer-numerischen Steuerungen (CNC, Computerized Numerical Control) der Drehmaschinen war es möglich, die einzelnen Arbeitsschritte (Anfahren des Revolvers zum Material, Öffnen Spannfutter, Ziehen des Materials, Schließen Spannfutter, Wegfahren des Revolvers mit dem Stangengreifer) prozesssicher zu gestalten.